# Liste des établissements du SOE
 (mars 2025).
Les établissements du Special Operations Executive (SOE) comprennent le quartier général, les stations expérimentales, les écoles d'entraînement spécial. Certains établissements sont présentés séparément, car partiellement identifiés.

## Locaux du quartier général
Les locaux du quartier général à Londres, situés à Baker street, sont traités dans l'article SOE

## Stations expérimentales
Les stations expérimentales sont celles que le SOE utilise pour ses activités de recherche et développement. Généralement situées dans des maisons de campagne, elles sont identifiées par un numéro en chiffres romains.

## Écoles d’entraînement spécial
Les écoles d’entraînement spécial sont identifiées par le sigle STS (Special Training Schools) et un numéro en chiffres arabes.